# Drongnyen Deru
 Drongnyen Deru , (Wylie : vBrong gnyan ldevu), wordt in de traditionele lijst van de koningen van Tibet als de dertigste benoemd.
Drongnyen Deru moet een van de clanleiders geweest zijn in de Yarlung-vallei in de eerste helft van de zesde eeuw. Er is in strikt feitelijk en historische zin nauwelijks iets bekend over zijn regeringsperiode. Hij was de vader van Takri Nyenzig. De periode van de laatste is de eerste in de Tibetaanse geschiedenis waarover enige historisch betrouwbare informatie bestaat.
Er is wel een legende over Drongnyen Deru in de Oude Tibetaanse kroniek.
Drongnyen Deru zou getrouwd zijn met een buitengewoon mooie vrouw, die afkomstig was uit het gebied Kongpo. Haar schoonheid bleef onveranderd naarmate zij beiden ouder werden. Zijn vrouw ontweek ook alle vragen van Drongnyen Deru hoe dit mogelijk was. Hij besloot uiteindelijk zijn vrouw te gaan bespioneren. Hij vond haar uiteindelijk in een verborgen kamer waar zij vis en kikvorsen aan het eten was, omringd door stapels overblijfselen van eerdere soortgelijke maaltijden.
De koning kreeg lepra als gevolg van de schok, die hij kreeg bij het zien hiervan ( De vertaling uit het Tibetaans is letterlijk  de ziekte van de nagas.) Niet lang daarna baarde zijn vrouw een zoon, die blind was geboren. Artsen slaagden er uiteindelijk in om de jongen te opereren en weer ziend te maken. De koning kreeg daarna een visioen (  zi ) van een antiloop (  nya ) op de berg Taktshang ( Takri ). De zoon werd dan ook Takri Nyenzig genoemd.
De koning trad daarna spoedig af en ging met zijn  eeuwige schone vrouw nog levend het mausoleum in om de rest van hun leven daar door te brengen.
Het verhaal bevat elementen, die ook voorkomen in de legende in dezelfde Oude Tibetaanse kroniek over Drigum Tsenpo. Deze werd gedood tijdens een duel met zijn stalknecht. Zijn stoffelijk overschot werd in een mand geplaatst op een  rivier in Kongpo en verdween uiteindelijk in de buik van de naga  Odé Bedé de Lange . De twee zonen van Drigum gaan op zoek naar het stoffelijk overschot van Drigum en moeten om dat te verkrijgen een aantal sinistere opdrachten uitvoeren.
Het gebied Kongpo en vooral zijn rivieren wordt in beide verhalen geassocieerd met ziektes, dood en geheimzinnige krachten. In beide verhalen worden die gerelateerd aan  de onderwereld, boze watergeesten en nagas.  De vrouw van Drongnyen Deru die afkomstig is  uit Kongpo heeft een bijzondere relatie met die machten die ook haar schoonheid bewaren, maar voor anderen zijn deze machten dodelijk. In de kroniek wordt de naam van de vrouw vermeld. Die is  Klu-rgyal-Ngan-mo-mstho . In een letterlijke vertaling is dat  koningin van de naga-geesten in het ganzenmeer .
Giuseppe Tucci heeft gesuggereerd, dat tijdens de periode van Drigum er ook een strijd was tussen ministers die aanhanger waren van een verschillende cultus. Dit zou een religieuze vertaling  zijn van conflicterende opvattingen omtrent het regelen van de opvolging van een koning en de wijze waarop deze afstand van de macht diende te doen.
Het handelt dan om de cultus van de hemelse goden tegenover de cultus van de chtonische goden. In de laatste cultus gaat het dan om godheden met betrekking tot de aarde en in het bijzonder de onderwereld. Een dergelijke strijd zou zich ook in de periode van Drongnyen Deru afgespeeld hebben.
Er is tot op de dag van vandaag bij veel Tibetanen nog een taboe op het eten van vis en meer in het algemeen van dieren die in water leven.
Het doorbrengen van een laatste deel van het leven in iets als een mausoleum van een afgetreden koning in de vroegste periode van het Tibetaanse koningschap wordt als historisch betrouwbaar  geacht.